# Мурат Боз
Мурат Боз (рођен 7. марта 1980) турски je певач, текстописац и глумац. Након што је основну и средњу школу завршио у свом родном граду Карадениз Ерегли, Зонгулдак, преселио се у Истанбул где је 1999. године почео да студира на Истанбулском универзитету Билги. Своје студирање је након тога наставио на Истанбулском техничком универзитету. У том периоду је почео да наступа заједно са Тарканом као његов пратећи вокал.
Боз је своју соло каријеру започео 2006. године синглом Aşkı Bulamam Ben. Наредне године, 2007, издао је свој први студијски албум под називом Maximum. Албум је доживео огроман успех и Бозу је донео многе награде. Каријеру је наставио са албумима Şans (2009), Aşklarım Büyük Benden (2011) и Janti (2016). Неке од песама са ових албума, попут Maximum, Uçurum, Para Yok, Özledim, Sallana Sallana и Adını Bilen Yazsın, налазиле су се међу првих пет хитова на топ-листи Турских топ 20, док су се на истој листи на првом месту налазиле песме Geri Dönüş Olsa, Kalamam Arkadaş и Janti. Поред тога што је градио музичку каријеру, од 2014. године, након што је одиграо улогу Пекмеза у филму Hadi İnşallah, почиње да се бави и глумом. Неки од филмова у којима је касније имао главне улоге су Kardeşim Benim (2016) и Dönerse Senindir (2016).
Мурат Боз уме да свира клавир, виолину, бубњеве и неј. Тренутно је један од четири члана жирија музичког такмичења O ses Türkiye (турска верзија међународног такмичења The Voicе) и заштитно је лице неких турских брендова (АVVA). Више пута је награђиван током своје каријере. Награду Златни лептир освојио је четири пута, док је награду Kral Müzik освојио два пута.

## Младост
Мурат Боз рођен је 7. марта 1980. године у граду Карадениз Ерегли, у провинцији Зонгулдак. Његови родитељи Ајше Недрет и Ђафер Боз, поред Мурата, који је млађи, имају још једног сина Алија, Муратовог старијег брата. Али је касније постао Муратов менаџер. Након што је завршио основну и средњу школу у свом граду, његова мајка га је пријављивала на музичка такмичења и припремала га да похађа средњу школу ликовних уметности. Боз је положио пријемни испит 1995. године и кренуо је у Анадолијску средњу школу ликовних уметности у Истанбулу коју је похађао 4 године. У школи је научио да свира клавир и виолину. Године 1998. победио је на Средњошколском музичком такмичењу народне музике које је организовао турски лист Milliyet. Касније је на Истанбулском универзитету Билги похађао часове џез певања, све док није отпочео студирање на Музичкој државној конзерваторији на Истанбулском техничком универзитету. 
Почетком 2000-их, Боз је почео да зарађује од певања на наступима и као пратећи вокал познатих турских певача. Први певач коме је певао пратеће вокале био је Емел Муфтуоглу (тур. Emel Müftüoğlu). Касније је сарађивао и са Бурџу Гунеш (тур. Burcu Güneş), Демет Сароглу (тур. Demet Sağıroğlu), Хепси (тур. Hepsi), Ханде Јенер (тур. Hande Yener), Назан Онђел (тур. Nazan Öncel), Нил Караибрахимгил (тур. Nil Karaibrahimgil), Нилуфер (тур. Nilüfer) и Тарканом (тур. Tarkan) којима је певао пратеће вокале на концертима и албумима. Најдуже је сарађивао са Тарканом са којим је певао 6 година. На турску музичку сцену први пут ступа 2004. године када се појавио у споту певачице Нил Караибрахимгил за песму Bronzlaşmak. Године 2005. појављује се у споту за песму Yalan певачице Хепси.

## Каријера

### 2006–10:MaximumиŞans
Мурат Боз је своју прву песму објавио у јулу 2006. године и на њој је радио заједно са Нил Караибрахимгил. За ову песму снимљен је и спот који је режирао Сулејман Јуксел (тур. Süleyman Yüksel). У октобру 2006. године објављено је да је певач завршио свој први студијски албум који је почетком 2007. године издала издавачка кућа Стардиум (тур. Stardium) под називом Maximum. На овом албуму су, поред Нил, радили и Таркан, Умит Сајин (тур. Ümit Sayın), Озан Чолакоглу (тур. Ozan Çolakoğlu) и Мустафа Чечели (тур. Mustafa Ceceli). Песма Maximum са овог албума нашла се међу првих пет песама на топ-листи Турских топ 20, а песма Püf изабрана је као једна од три песама изабраних од стране организације ОГАЕ (фр. Organisation Generale des Amateurs d'Eurovision, енгл. General Organisation of Eurovision Fans), које су одговарале за представљање Турске на песми Евровизије. У јулу 2008. године, Боз је издао свој први ЕП албум Uçurum за издавачку кућу Dokuz Sekiz Müzik.
Други студијски албум Мурата Боза, Şans, издат је у фебруару 2009. године, такође за Dokuz Sekiz Müzik; продат је у 17 000 примерака у наредних шест месеци те године. Касније је добио награду у категорији за Најбољи мушки албум коју је доделио Истанбул ФМ (тур. İstanbul FM).
У априлу 2010. године Боз је објавио песму под називом Hayat Sana Güzel, чији је текст и музику радио Сонер Сарикабадаји (тур. Soner Sarıkabadayı). Песма је коришћена као промотивна песма за истоимену кампању за тражење новог вокала. Један од ремикса ове песме, номинован је за Најбољу ремикс-песму, али није награђен.

### 2011–15:Aşklarım Büyük Benden
Године 2010. Боз је најавио да ће његов трећи студијски албум бити издат на лето те године. Међутим, крајем 2010. отпутовао је у Лондон где је радио на поменутом албуму. Маја 2011. издат је његов трећи студијски албум под називом Aşklarım Büyük Benden, за издавачку кућу Dokuz Sekiz Müzik. Овај албум продат је у 35 000 примерака. Номинован је за награде Најспецијалнији албум, коју је освојио, и Најбољи албум које су додељивали Универзитет Кадир Хас (тур. Kadir Has Üniversitesi) и Сијасет магазин (тур. Siyaset Dergisi). На 39. додели награда Златни лептир (тур. Altın Kelebek) освојио је награду за Најбољег турског поп певача.
Певач је објавио свој први ремикс-албум Dance Mix 14. августа 2012. за издавачку кућу Dokuz Sekiz Müzik. На албуму су се налазиле ремикс верзије неких песама са претходних албума.

### 2016–данас:Kardeşim Benim,JantiиDönerse Senindir
Јануара 2016. године изашао је филм Мој брат (тур. Kardeşim Benim) у ком је Боз, заједно са Асли Енвер (тур. Aslı Enver) и Бураком Озчивитом (тур. Burak Özçivit) одиграо главну улогу. У априлу је објавио и свој четврти студијски албум, Janti, за издавачку кућу Doğan Music Company. Песма Janti, чије име носи албум, постала је хит и нашла се на првом месту најслушанијих песама у Турској. Наредних месеци је радио на новом филму који је изашао у децембру исте године. У филму Dönerse Senindir, глумио је заједно са колегиницама Ирем Сак (тур. İrem Sak) и Јасемин Ален (тур. Yasemin Allen).
Године 2016. Боз започиње љубавну везу са колегиницом Асли Енвер са којом се упознао и зближио на снимању филма Мој брат. Везу су прекинули у мају 2017, али, иако су се помирили 2018, поново су раскинули у октобру 2019. године.
Марта 2019. године изашао је филм Убиј ме моја љубави (тур. Öldür Beni Sevgilim) у ком Боз глуми заједно са Седом Бакан (тур. Seda Bakan).

## Дискографија
| Назив                 | Година |
| --------------------- | ------ |
| Maximum               | 2007   |
| Şans                  | 2009   |
| Aşklarım Büyük Benden | 2011   |
| Janti                 | 2016   |

| Назив     | Година |
| --------- | ------ |
| Dance Mix | 2012   |